# Зона турбулентності
«Зона турбулентності» (рос. Зона турбулентности) — кінофільм режисера Євгенії Тірдатової, що вийшов на екрани в 2009 році. З 2014 року заборонений до показу та поширення в Україні.

## Зміст
Три новели — «Ірина», «Митя», «Сергій» — це три дні з життя сучасної ділової жінки, її дорослого сина та її онука, про існування якого батько і бабуся дізнаються лише через п'ять років після його народження.

## Ролі
| Актор                   | Роль |
| ----------------------- | ---- |
| Інга Стрєлкова-Оболдіна | -    |
| Сергій Єпішев           | -    |
| Дар'я Семенова          | -    |
| Світлана Малюкова       | -    |
| Леонід Бичевин          | -    |
| Агнія Кузнєцова         | -    |
| Іван Охлобистін         | -    |
| Анатолій Білий          | -    |
| Роман Нестеренко        | -    |
| Марина Єрисова          | -    |

## Знімальна група
- Режисер — Євгенія Тірдатова
- Сценарист — Євгенія Тірдатова
- Продюсер — Костянтин Серебряков
- Композитор — Володимир Качесов

## Заборона до показу
З 9 грудня 2014 року Державне агентство України з питань кіно заборонило до показу та поширення в Україні фільм «Зона турбулентності» разом із ще 70-ма фільмами та серіалами за участю Івана Охлобистіна. За повідомленням відомства, заборона пов'язана із антиукраїнськими шовіністичними вчинками Охлобистіна, а також порушенням ним заборони на в'їзд до України. Незадовго до цього за заборону протестували активісти, зокрема учасники кампанії «Бойкот російського кіно».